# Umberto Dall'Olmo
Umberto Dall'Olmo (Bologna, 16 agosto 1925 – Bologna, 11 gennaio 1980) è stato un astrofisico e astronomo italiano.

## Studi
Inizialmente ha studiato Giurisprudenza presso l'Università di Bologna laureandosi nel 1948 poi, sempre nella stessa Università, ha studiato Fisica, laureandosi nel 1967 con la tesi "Osservazioni fisiche del pianeta Giove", infine iniziò a studiare Storia medievale. Dall'Olmo è stato un membro della Società Astronomica Italiana.

## Attività astronomica
Come astronomo ha lavorato in qualità di tecnico presso l'Istituto d'astronomia dell'Università di Bologna.  Dal 1967 ha collaborato sia con l’Università di Harvard che con l’Università di Mosca e l’Accademia delle Scienze di San Pietroburgo, in merito alle osservazioni effettuate presso la sua personale stazione di rilevamento satellitare “Orbitrax”.  Ebbe per molti anni un osservatorio astronomico privato da lui stesso progettato e costruito (1952) con il quale poté osservare Giove e le sue bande per molti anni.
I campi principali dei suoi studi, sia amatoriali che professionali, sono stati le osservazioni planetarie, in particolare di Giove, e le stelle variabili, occasionalmente si è occupato anche di altri tipi di osservazioni come per esempio l'osservazione dell'eclisse solare del 15 febbraio 1961. Negli ultimi anni della sua vita si interessò alle osservazioni astronomiche medioevali in concerto con la figlia, Marzia O. Dall’Olmo, egittologa.

## Riconoscimenti
Gli è stato dedicato un asteroide, 15385 Dallolmo.

## Elenco parziale di articoli
La seguente è una lista parziale di articoli e lavori scritti da Dall'Olmo:
- Osservazioni di Giove durante l'opposizione del 1956, 1958[7]
- L'eclisse di sole del 2 Agosto 1133, 1975[8]
- Spigolature fantascientifiche da testi medioevali, 1977[9]
- Eclypsis naturalis ed Eclypsis prodigialis nelle cronache medioevali, 1978[10]
- (EN)  Meteors, meteor showers and meteorites in the Middle Ages: from european medieval sources, 1978[11]
- (EN)  An additional list of auroras from European sources from 450 to 1466 A.D., 1979[12]

- (EN)  Latin terminology relating to aurorae, comets, meteors and novae, 1980[13]

Una quindicina di ulteriori articoli è stata pubblicata su Coelum, la rivista pubblicata dall'Istituto d'Astronomia dell'Università di Bologna.